# Laški gad
Laški gad (znanstveno ime Vipera aspis) je strupenjača iz družine gadov, ki biva v visokogorskih predelih Južne ter Zahodne Evrope in le ponekod v skrajnih delih Zahodne Slovenije.

## Telesne značilnosti
Telo laškega gada je kratko in čokato, pri samcih meri v dolžino 85 cm, pri samicah redko več kot 75 cm. Vrh gobčka je rahlo privzdignjen, zato je znan tudi pod imenom rilčasti gad, vendar ne tvori rožička kot pri modrasu. Barvne variante obsegajo svetlo rjave, sive, opečnate, oranžne in slamnato rumene primerke, znani pa so tudi primeri melanizma (črna barva). Ima temnejše pege, kot njegov bližnji sorodnik navadni gad. Pege laškega gada so po hrbtu spojene.

## Življenjski prostor in način življenja
Laški gad je razširjen po Pirenejih, Franciji in Italiji, kjer seže do 3.000 m nadmorske višine, področje poselitve pa sega vse do južne Nemčije. V Sloveniji pa se nahaja v Breginjskem kotu; v zadnjih letih ga opažajo predvsem na južnem pobočju Stola in v okolici Breginja. Novejši podatki potrjujejo obstoj laškega gada tudi na območju Sabotina in Korade.
Najraje se zadržuje na suhih, toplih in prisojnih območjih na travnikih, obronkih gozdov in gozdnih jasah. V toplih dnevih je aktiven predvsem v mraku in ponoči, v hladnih pa podnevi. Prehranjuje se s kuščarji in majhnimi sesalci. Pari se maja, avgusta pa povrže 4-18 mladičev.

## Strupenost

### Toksin
Po sestavi je toksin laškega gada soroden toksinom strupenih kač, ki naseljujejo Evropo. Sestavljajo ga razni encimi, proteini s specifično toksično aktivnostjo in druge makromolekule. Po ugrizu se toksin hitro razširi okoli mesta ugriza do limfnih žil in preko teh naprej v krvožilni sistem.

### Klinična slika
Kot pri vseh strupenih kačah je resnost ugriza odvisna od količine vbrizganega toksina, mesta ugriza in morebitnih pridruženih bolezenskih stanj. Sled ugriza običajno predstavlja par drobnih ran, razmaknjenih okoli 0,5 cm, ki krvavita zelo malo ali nič. Rana je lahko samo ena v primeru, da je kača ugriznila z enim strupnikom, lahko pa jih je več v primeru večjega števila ugrizov. Sprva se pojavi oteklina, ki se hitro širi in lahko zajame celoten trup. Posebno nevarni so ugrizi v predelu vratu in glave zaradi možnosti zapore dihalne poti. Rdeče lise so znak vnetja limfni žil in bezgavk. Med sistemskimi znaki so najpogostejši bolečine v trebuhu, bruhanje in diareja; slednja dva sta lahko s prisotnostjo krvi. Od nevroloških znakov sta najpogostejša zaspanost in vrtoglavica, lahko pa so prisotni tudi nezavest, krči, ohromelost očesnih mišic (oftalmoplegija), motnje požiranja in razne nevnetne bolezni živcev na prizadetem udu (periferne nevropatije).

### Prva pomoč in zdravljenje
Pri oskrbi ponesrečenca je potrebna imobilizacija prizadetega uda in hiter transport v ustrezno zdravstveno ustanovo. Potreben je nadzor življenjskih funkcij in lajšanje simptomov, predvsem z analgetiki, pri čemer se je potrebo izogibati zdravilom z vplivom na delovanje trombocitov. Pri šoku, ki se ne popravi po začetnih ukrepih, se uporabi zdravila za vzdrževanje krvnega tlaka, v primeru zapore dihalne poti kortikosteroide, antihistaminike in adrenalin, v primeru hujših znakov zastrupitve pa protistrup, pri čemer imajo prednost otroci in nosečnice.